# روبوت (فلم 2010)
روبوت أو Enthiran هو فيلم خيال علمي هندي تاميلي صدر عام 2010 من تأليف وإخراج شانكار. وبطولة كل من راجنيكانث (في دورين) وآيشواريا راي في الأدوار الرئيسية. تدور قصة الفيلم حول عالِم يسعى للسيطرة على روبوت صنعه بنفسه وأعطاه القدرة على فهم وتوليد العواطف البشرية، وذلك بعد أن وقع الروبوت في حب حبيبة العالِم ثم وقع تحت سيطرة عالِم منافس قام بالتلاعب ببرمجياته لخدمة مصالحه الشخصية.
بعد ما يقرب من عشر سنوات من مرحلة ما بعد الإنتاج، استغرق تصوير الفيلم عامين بدءاً من 2008. الشركة الأمريكية Legacy Effects كانت المسؤولة على تقنيات التحريك في الفيلم. الموسيقى التصويرية للفيلم من تأليف أي. أر. رحمان وأصبح الألبوم الأكثر مبيعاً على متجر آي تونز في ثلاثة دول وذلك بعد عدة أيام من صدوره. تم إصدار الفيلم عالمياً في 1 أكتوبر 2010، مع نسخه المدبلجة الرسمية: روبو باللغة التيلوغوية وروبوت باللغة الهندية. كان الفيلم هو الفيلم الهندي الأكثر تكلفة حتى الآن، وهو الفيلم التاميلي الأعلى دخلاً في كل الأوقات.

## طاقم الممثلين
- راجنيكانث بدور: د. فاسيكاران والروبوت تشيتي
- آيشواريا راي بدور: سانا
- داني دينزونغبا بدور: د. بوهرا
- سامباث كومار بدور: سام
- سانثانام بدور: سيفا
- كاروناس بدور: رافي
- ديفادارشيني بدور: لاثا
- سابو سايريل بدور: العميل شاه
- كالابهافان ماني بدور: باجايموثو
- ريفاثي سانكاران بدور: والدة فاسيكاران
- دلهي كومار بدور: والد فاسيكاران

## روابط خارجية
- مقالات تستعمل روابط فنية بلا صلة مع ويكي بيانات